# Ricinulei
Ordre
Les Ricinulei, ricinules ou ricinulides, sont un ordre d'arthropodes de la classe des arachnides. 
On connaissait, en 2018, 88 espèces actuelles et 22 espèces fossiles connues depuis le Crétacé.

## Description
Ce sont de petits arachnides des régions tropicales mesurant entre 5 et 10 millimètres, qui vivent dans les matières en décomposition et se nourrissent de petits arthropodes. Ils se caractérisent par la présence d'un petit couvercle, le cucullus, qui peut être soulevé et abaissé sur la tête. Lorsqu'il est abaissé, il recouvre les chélicères.

## Classification
Selon The World Spider Catalog (version 18.5, 2018) :
- †Primoricinulei Wunderlich, 2015
  - †Primoricinuleidae Wunderlich, 2015
  - †Hirsutisomidae Wunderlich, 2017
  - †Monooculricinulidae Wunderlich, 2017
- †Palaeoricinulei Selden, 1992
  - †Poliocheridae Scudder, 1884
  - †Curculioididae Cockerell, 1916
- Neoricinulei Selden, 1992
  - Ricinoididae Ewing, 1929

## Publication originale
- Thorel, 1876 : Sopra alcuni Opilioni (Phalangidea) d'Europa e dell'Asia occidentale, con un quadro dei generi europei di quest'ordine. Annali del Museo Civico di Storia Naturale Giacomo Doria, vol. 8, p. 452-508 (texte intégral).